# 1996 BQ2
1996 BQ2 är en asteroid i huvudbältet som upptäcktes den 10 januari 1996 av den japanska astronomen Takao Kobayashi vid Ōizumi-observatoriet.
Asteroiden har en diameter på ungefär 12 kilometer.